# チベットヤマウズラ
チベットヤマウズラ (西蔵山鶉、学名：Perdix hodgsoniae)は、キジ目キジ科に分類される鳥類の一種である。

## 分布
ヒマラヤ山脈の周辺、チベット、インド東北部（アッサム地方）などに分布する。

## 亜種
3亜種に分類される。